# Giuseppina Bozzachi
Giuseppina Bozzachi, född 23 november 1853, död 23 november 1870, var en italiensk ballerina.
Bozzachi dansade rollen som Swanhilda i Léo Delibes balett Coppélia på Parisoperan den 25 maj 1870. Hon hann bara dansa rollen arton gånger innan operan tvingades stänga på grund av det fransk-tyska kriget.
Bozzachi insjuknade i kolera[källa behövs] och avled på sin 17-årsdag.